# Carro
Carro (ligur nyelven O Cäro vagy U Caru) település Olaszországban, Liguria régióban, La Spezia megyében. Lakosainak száma 485 fő (2023. január 1.). Carro Varese Ligure, Castiglione Chiavarese, Deiva Marina, Maissana, Sesta Godano és Carrodano községekkel határos.

## Népesség
A település népességének változása:
| Lakosok száma | 541  | 528  | 485  |
|               | 2017 | 2018 | 2023 |